# Samaritana (personatge bíblic)
La Samaritana o dona samaritana del pou és la protagonista d'un episodi de la vida de Jesús, narrat només a l'Evangeli segons Joan, als versicles 4, 4-26. La tradició ortodoxa anomena aquesta dona Focina (de fotos, ‘llum’) i en les llengües eslaves s'anomena Svetlana (‘llum’). És venerada com a santa en diverses confessions cristianes.

## L'episodi bíblic
El text de l'evangeli de Joan diu:
| « | I havia de passar per la Samaria. Arribà, doncs, a una ciutat de la Samaria que es diu Sicar, vora el predi que donà Jacob al seu fill Josep; i allí hi havia la font de Jacob. Jesús, doncs, fatigat del camí, s'era assegut, com sol fer-se, vora la font; era devers hora sexta. Ve una dona de la Samaria a poar aigua. Li diu Jesús: "Dona'm beure", car els seus deixebles se n'havien anat a la ciutat, a comprar menjar. Li diu, doncs, la dona samaritana: "¿Com tu, essent jueu, em demanes beure a mi, que sóc dona samaritana?", car no es fan jueus amb samaritans. | » |
| — Traducció d'Antoni M. de Barcelona a: La sagrada bíblia. Vol. 12, Barcelona: Fundació Bíblica Catalana, 1933.] | |   |

A continuació, Crist parla a la dona qui, vel·leïtosa, havia tingut cinc marits i ara era amistançada amb un home; Jesús li retreu i li profetitza l'arribada d'una nova fe, i la dona el reconeix com el Messies. En arribar a la ciutat, la dona anuncia als vilatans l'arribada del Crist i els insta a anar a sentir-lo, cosa que fan; Crist els predica i assoleix que un bon nombre d'ells es replantegin la seva vida.
L'episodi s'esdevé quan Jesús torna a Galilea i passa per Samaria, els habitants de la qual no tenien bones relacions amb els jueus, ja que aquests els consideraven una raça distinta i inferior.

## Llegenda de Focina
A partir de l'episodi, s'elaborà una llegenda pietosa, molt arrelada especialment a les esglésies orientals. Segons ella, la samaritana es deia Focina. Després de conèixer Crist, es convertí juntament amb les seves quatre germanes (Fota, Fòcida, Parasceva i Ciríaca) i els seus dos fills (Josés i Víctor), i es dedicà a predicar el cristianisme. Segons algunes tradicions, arribà a Cartago, on fou la primera evangelitzadora; altres versions fan que viatgi a Roma, on morí durant les persecucions de Neró. Segons aquesta versió, va convertir al cristianisme la filla de l'emperador Domnina i cent dels seus servents.
Mentre vivien a Cartago, ella i Josés predicaven, i Víctor, el fill major, lluitava com a soldat a l'exèrcit romà i fou comandant a Atalia (Àsia Menor), fins que Neró el cridà a Itàlia per col·laborar en la persecució dels cristians. Sebastià, un oficial seu que sabia que era cristià, li recomanà que seguís les ordres de l'emperador i que dissimulés, i que la seva mare i germà deixessin de predicar públicament per evitar el càstig. Víctor, no obstant això, decidí de predicar ell també. Mentrestant, Sebastià quedà cec i mut durant tres dies, i al quart en parlà, declarà que l'únic déu veritable era el cristià, ja que durant aquells dies havia tingut la revelació de Crist. Aviat fou batejat, amb alguns dels seus servents que havien vist com recuperava la vista i la parla.
Quan Neró se n'assabentà, els cridà a Roma. En una nova revelació, el Senyor digué a Víctor que no tingués por de Neró i que canviés el seu nom pel de Fotí, ja que ell il·luminaria moltes persones perquè creguessin en Ell. Igualment, Focina va tenir la revelació del que passava i emprengué el viatge cap a Roma.
Reunits a Roma, foren portats davant l'emperador i s'hi confessaren cristians. Detinguts, foren torturats de diverses maneres. Fou llavors quan convertiren Domnina i realitzaren miracles i conversions. da i executada per l'exèrcit romà, amb la seva família: se'ls haurien tret els ulls i foren escorxats. Dos dels botxins s'haurien convertit al cristianisme, Sebastià i Anatoli, i també haurien estat martiritzats, cap al 66.

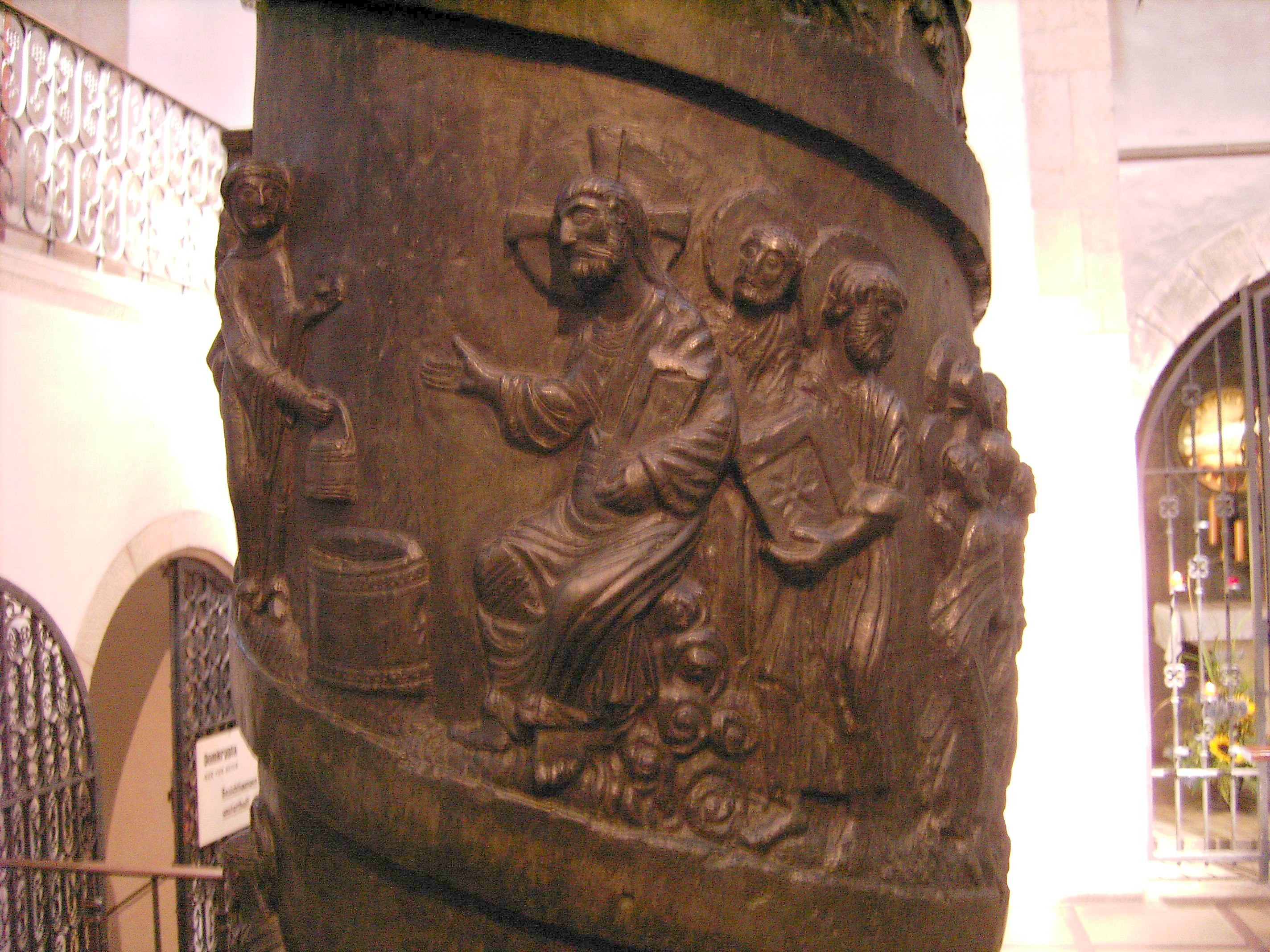
Relleu de la columna de bronze de Hildesheim, ca. 1000
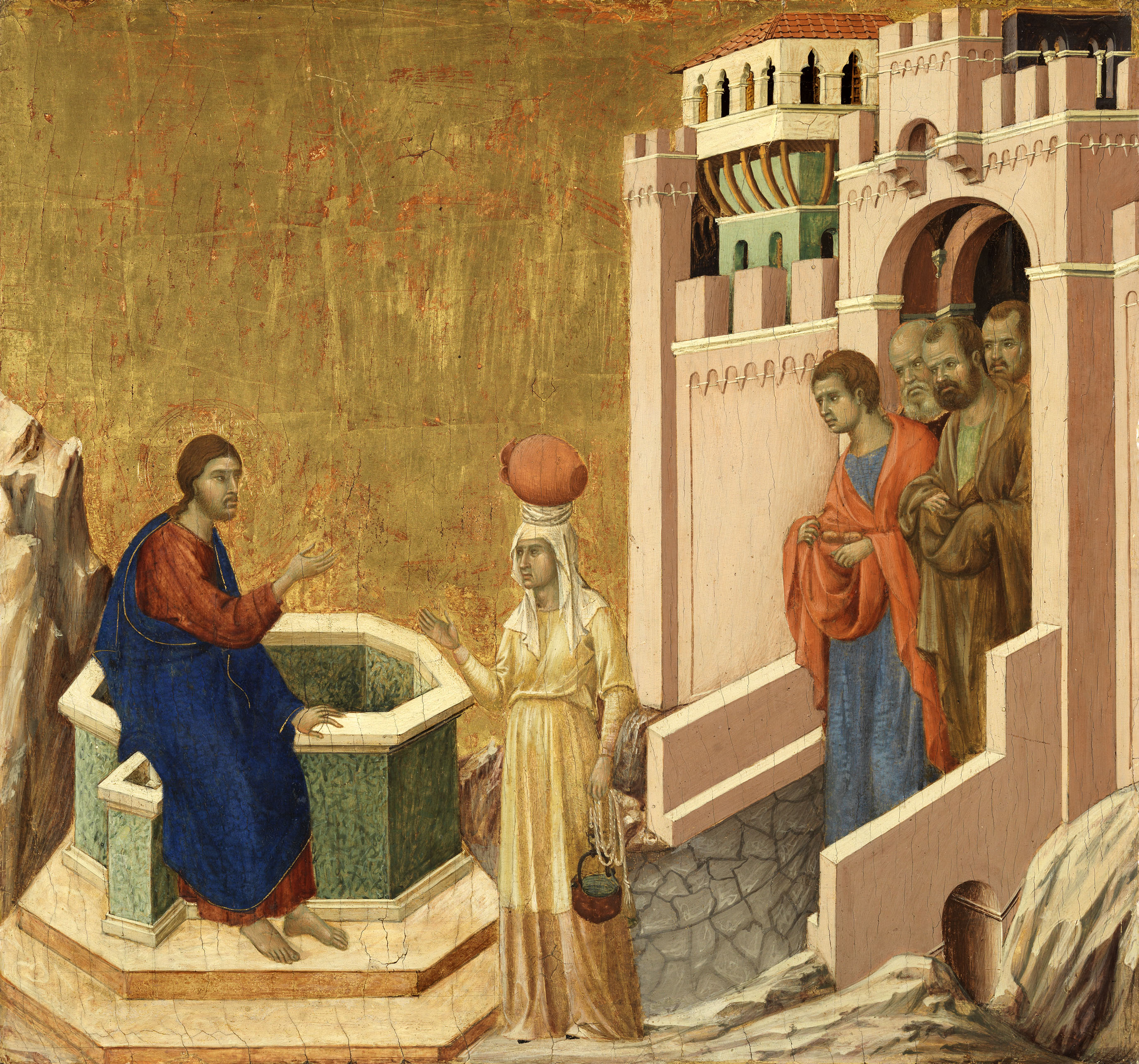
Pintura de Duccio, 1310 (Madrid, Museu Thyssen-Bornemisza)
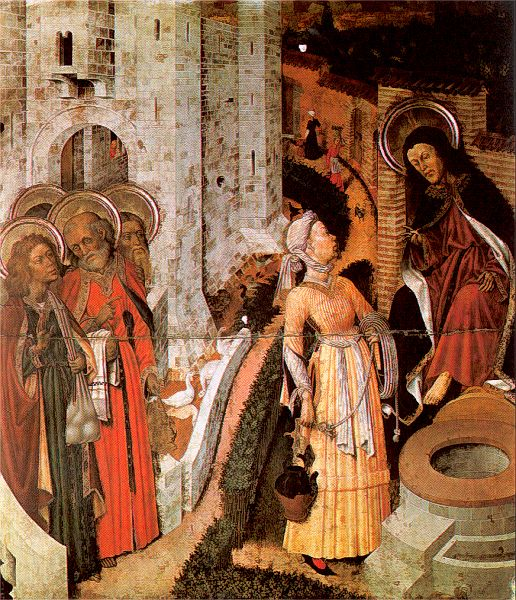
La samaritana, panell del retaule de la Transfiguració (s.XV) de Bernat Martorell, Catedral de Barcelona.
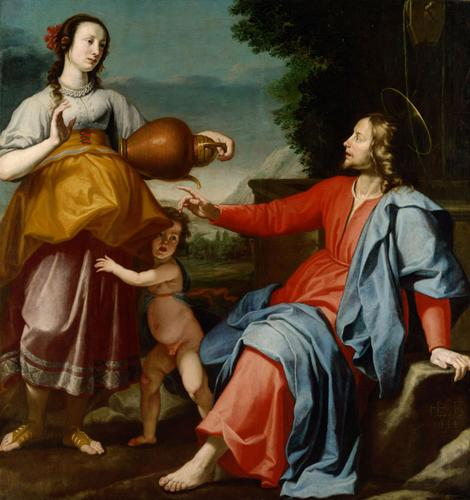
Pintura de Lorenzo Lippi, 1664 (Museu d'Història de l'Art de Viena)
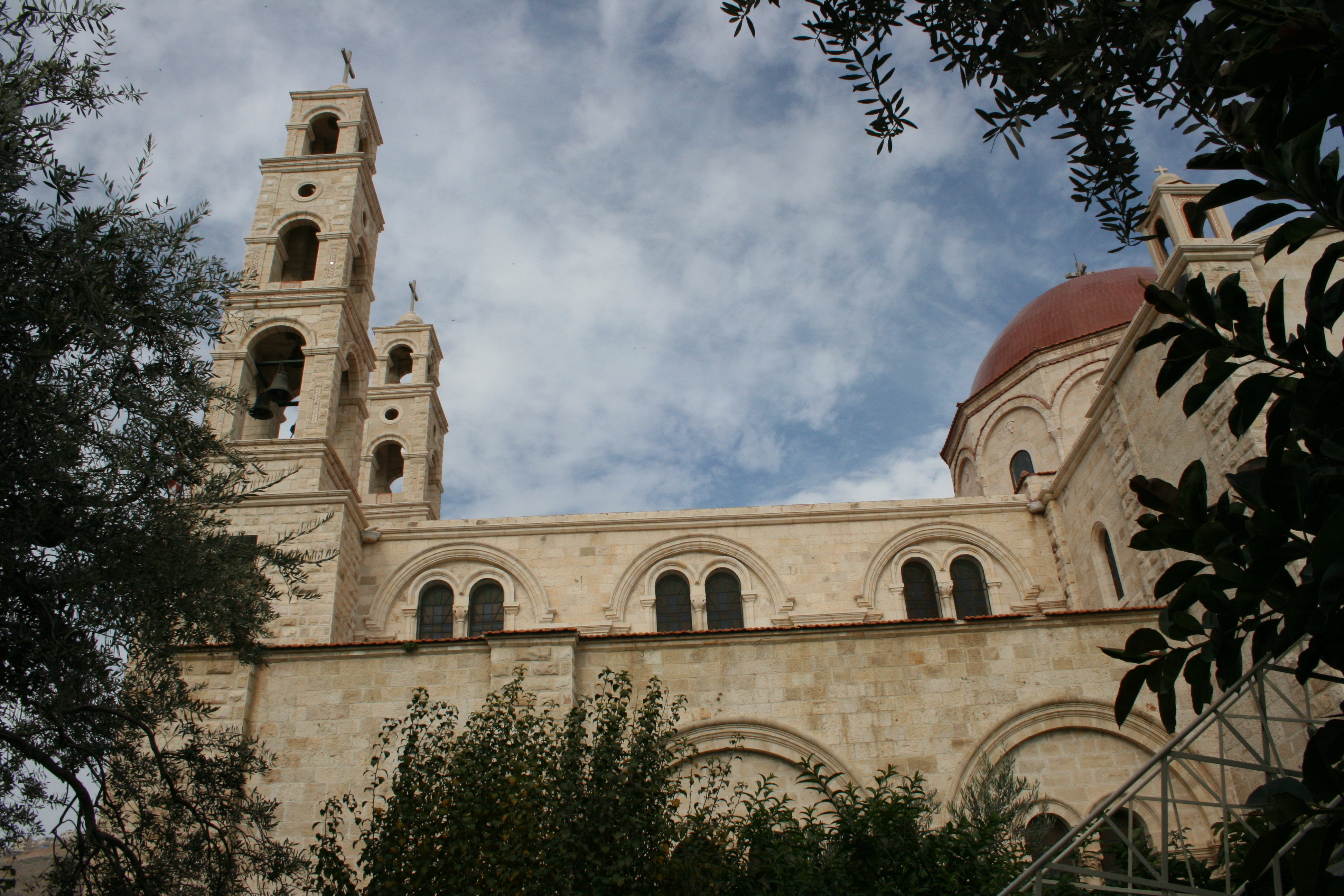
Església de Bir Ja'qub (Nablús) o de Santa Focina, on hi ha el pou de Jacob
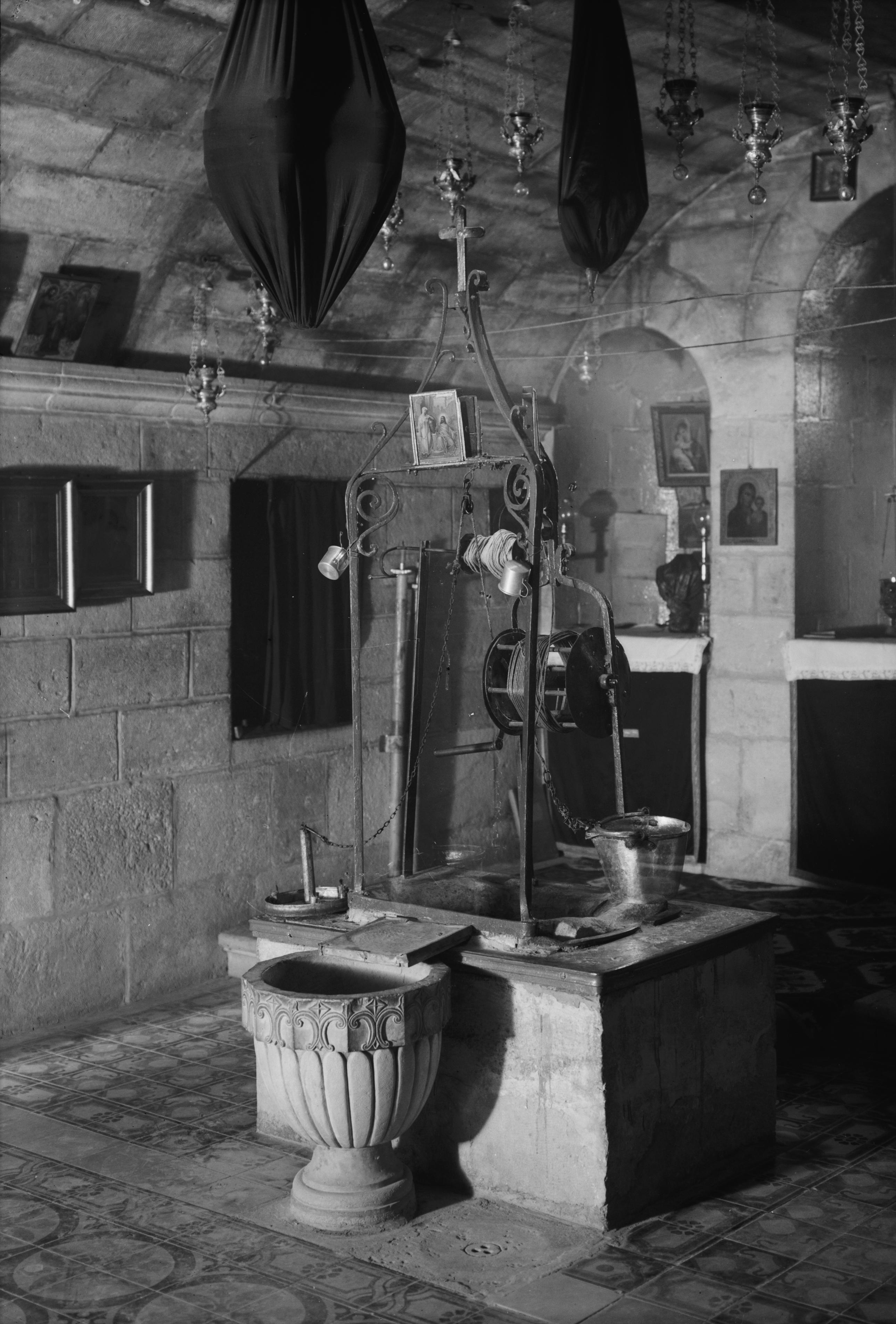
Pou de Jacob, a Nablús

## Veneració
A l'Església Ortodoxa commemora com a màrtirs «Focina, la samaritana, els seus fills Víctor o Fotí, i Josés, i les seves germanes Anatola, Fota, Fòcide, Parasceva i Ciríaca; Domnina, filla de Neró, i el màrtir Sebastià»; la commemoració conjunta es fa el 26 de febrer i el Diumenge de la Samaritana, el cinquè diumenge de Pàsqua; a la catòlica, el 6 de maig.
Fou introduïda al Martirologi romà pel cardenal Cesare Baronio, com a resposta a l'antiga tradició romana que el cap de Focina es conservava a la basília de Sant Pau Extramurs. El martirologi esmenta «Focina la samaritana, Josep i Víctor els seus fills, l'oficial Sebastià, Anatoli, Foci, les seves germanes Fòcida, Parasceva i Ciríaca».
A Nablus, lloc de l'antiga Siquem, es conserva, segons la tradició, el Pou de Jacob, a l'església cristiana de Bir Yaqub (literalment, ‘del Pou de Jacob’) o de Santa Focina.